# Istituto Pasteur

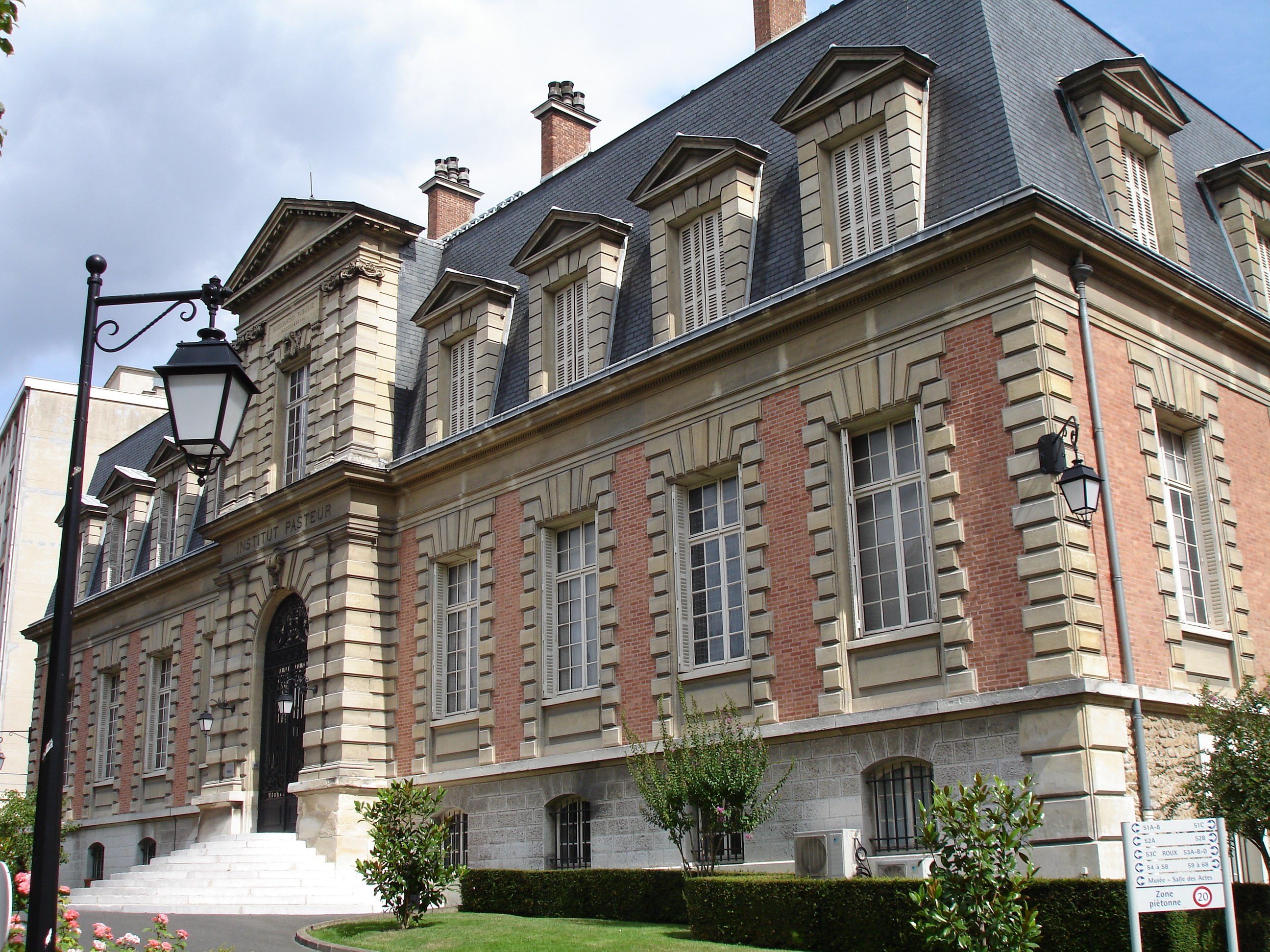
Prima sede dell'Istituto Pasteur a Parigi, attualmente sede del Musée Pasteur

L'Istituto Pasteur è una fondazione francese non lucrativa dedicata allo studio della biologia, dei microorganismi, delle malattie e dei vaccini.

## Storia
L'istituto prende il nome dal suo fondatore e primo direttore Louis Pasteur, il quale mise a punto il primo vaccino contro la rabbia nel 1885. L'istituto è stato fondato il 4 giugno 1887, grazie ad una sottoscrizione internazionale, ed è stato inaugurato il 14 novembre 1888. La sede principale è a Parigi. L'attuale direttore generale è Christian Bréchot. È stato a lungo il più importante istituto per lo studio delle malattie infettive, conservando un'elevata attività nella ricerca e nella formazione, ed è ancora il maggior istituto francese di produzione di sieri e vaccini.
L'Istituto Pasteur-Fondazione Cenci Bolognetti è la sede italiana della Rete Internazionale dei 32 Istituti Pasteur nel mondo, diretta dal Professor John Hiscott, biologo molecolare e virologo di fama internazionale. Nel 1940, in un momento drammatico per tutta l’Europa, l’ultima erede di un'antica famiglia romana, la principessa Beatrice Fiorenza Cenci Bolognetti, sottoscrive un testamento che devolve gran parte dei suoi beni e proprietà alla omonima fondazione per dar vita a un istituto specializzato nella ricerca biomedica, “in armonia con i fini perseguiti dall’Istituto Pasteur di Parigi e d’oltremare…” . 
Nel 1970 viene stipulata una convenzione con l’Istituto Pasteur di Parigi e nel 1976 il riconoscimento giuridico formalizza l’inizio delle attività dell'istituto italiano.

## Scoperte
- Émile Roux e Alexandre Yersin scoprirono il meccanismo d'azione del Corynebacterium diphtheriae e le basi del trattamento della difterite con antitossina;
- nel 1894 Alexandre Yersin scoprì l'agente eziologico della peste, Yersinia pestis;
- nel 1915 scoperta dei batteriofagi da parte di Félix Hubert d'Hérelle;
- nel 1935, nel laboratorio di chimica terapeutica diretto da Ernest Fourneau, un gruppo di ricerca costituito da Daniel Bovet, Federico Nitti e Thérèse e Jacques Tréfouël, dimostrò che il prontosil, un colorante azoico rosso, viene metabolizzato nel corpo liberando para-amino benzensulfonamide, una solfanilammide dalla struttura più semplice, che è la specie battericida effettiva;
- Negli anni 1983 e 1985 Luc Montagnier, Jean-Claude Chermann e Françoise Barré-Sinoussi scoprirono i due virus HIV responsabili dell'AIDS, e per questa scoperta nel 2008 Montagnier e Barré-Sinoussi hanno ricevuto il premio Nobel per la medicina.